# Gelasma tibeta
Gelasma tibeta là một loài bướm đêm trong họ Geometridae.